# 619
Évszázadok: 6. század – 7. század – 8. század
Évtizedek: 560-as évek – 570-es évek – 580-as évek – 590-es évek – 600-as évek – 610-es évek – 620-as évek – 630-as évek – 640-es évek – 650-es évek – 660-as évek
Évek: 614 – 615 – 616 – 617 –  618 – 619 – 620 – 621 – 622 – 623 – 624

## Események

### Bizánci Birodalom
- A bizánci–perzsa háborúban egyéves ostrom után elesik Alexandria és a perzsák ezután fokozatosan dél felé nyomulnak Egyiptomban a Nílus mentén.
- Hérakleiosz császár elkezdi előkészíteni a Karthágóba menekülését, miután a birodalom eddigi legnagyobb válságában Konstantinápolyt keletről a perzsák, nyugatról az avarok veszélyeztetik. Szergiosz pátriárka rábeszélésre letesz a tervéről és az egyház pénztartalékainak felhasználásával elkezdi megszervezni az ellentámadást.
- Eleutheriosz, a Ravennai Exarchátus vezetője fellázad és császárrá kiáltja ki magát. A következő évben saját katonái megölik és fejét elküldik Hérakleiosznak.
- Megkeresztelik a Konstantinápolyban nevelkedő kiskorú onogur kagánt, Kubratot.
- Az év végén V. Bonifatius pápa megkapja a császári jóváhagyást és elfoglalhatja hivatalát.

### Európa
- Meghal Laurentius, Canterbury érseke. Utóda Mellitus londoni püspök.

### Kína
- Li Mi herceg, a látszólag Tang Kao-cu pártjára állt rivális trónkövetelő újabb felkelést kezd szervezni, de a császár katonái megölik. Az eddig a Szuj-dinasztiát pártoló Vang Si-csung hadvezér lemondatja (és később meggyilkoltatja) a kiskorú Jang Tung bábcsászárt és magát kiáltja ki császárrá. A birodalom jelentős részét továbbra is felkelő csoportok uralják. Ősszel Tang Kao-cu meggyilkoltatja Jang Ju volt gyerekcsászárt, akit az előző évben mondatott le.
- Sibi keleti türk kagán hadjáratot indít kínai területre, de eközben Tajjüan közelében meghal. Utóda öccse, Csulo, aki nagy hadisarcot kap a kínaiaktól és leállítja a hadjáratot.

## Születések
- Abdalláh ibn Abbász, Mohamed próféta unokatestvére

## Halálozások
- február 2. - Laurentius, canterburyi érsek
- szeptember 14. - Jang Ju, a Szuj-dinasztia bábcsászára
- Jang Tung, a Szuj-dinasztia bábcsászára
- Abú Tálib ibn Abd al-Muttalib, Mohamed nagybátyja
- Hadídzsa bint Huvajlid, Mohamed első felesége

## Fordítás
- Ez a szócikk részben vagy egészben  a(z)   619 című angol Wikipédia-szócikk ezen változatának fordításán alapul.  Az eredeti cikk szerkesztőit annak laptörténete sorolja fel. Ez a jelzés csupán a megfogalmazás eredetét és a szerzői jogokat jelzi, nem szolgál a cikkben szereplő információk forrásmegjelöléseként.